# Munuza
Munuza (segle viii) va ser el governador amazic del nord d'Ibèria (incloent la regió d'Astúries en l'Espanya moderna). Nomenat governador del nord d'Ibèria per Ànbassa ibn Suhaym al-Kalbí, el valí de l'Àndalus, va ser derrotat en la batalla de Covadonga i assassinat per Pelai I d'Astúries en el començament de la Reconquesta. L'ocupació d'Astúries va tenir una durada de dos anys. La tradició diu que es va enamorar d'Ormesinda, germana de Pelai, i que, ajudat per Kazim, la va segrestar i s'hi va casar. La Crònica d'Alfons III parla d'un «matrimoni obligatori», el fracàs del qual va obligar Pelai a la rebel·lió. Pel context històric només es pot especulat, però Pelai podria haver intentat assegurar les aliances i un estatut preferencial entre els nobles locals a través del matrimoni de la seva germana amb el Principat d'Astúries, la nova potència a la zona, com més endavant farien amb bascos i amb Pamplona totes les famílies cristianes que lluitaven contra el Califat de Còrdova. També pot haver servit com un contrapès a Pere de Cantàbria. Després de la pèrdua d'una guarnició musulmana en una expedició punitiva, Munuza va prendre el control indiscutible de la regió de la costa asturiana, però va mantenir els tribunals dels districtes occidentals més a prop de Galícia, dominada i ocupada. Després d'haver estat derrotat en la batalla d'Olalies en el seu intent d'assegurar la regió de Lleó, va fugir de Gijón, però les cròniques cristianes diuen que va ser assassinat amb tots els seus soldats a Trubia o La Felguera. Tanmateix, hi ha informes del fet que més tard s'encarrega de les operacions al Pirineu ocupat.